# Mark Hine
Mark Hine (sinh ngày 18 tháng 5 năm 1964) là một cựu cầu thủ bóng đá người Anh từng thi đấu ở vị trí tiền vệ.

## Biography
Hine khởi đầu sự nghiệp non-League clubs Billingham Town và Whitley Bay trước khi ký hợp đồng với Grimsby Town năm 1983.
Sau khi trở lại, ông thi đấu cho Gateshead, Stalybridge Celtic, Spennymoor United, Whitley Bay, Goole, Harrogate Town, Armthorpe Welfare và Frickley Athletic, trước khi trở lại Armthorpe Welfare để thành cầu thủ-trợ lý huấn luyện viên năm 2003. Ông cũng được khoác áo Đội tuyển bóng đá quốc gia Anh C.
Sau khi rời Armthorpe năm 2006, ông dẫn dắt Hatfield Main và Brodsworth Welfare.